# Idaea reversaria
Idaea reversaria là một loài bướm đêm trong họ Geometridae.